# Pieniński Ośrodek Historii Turystyki Górskiej w Szczawnicy
Pieniński Ośrodek Historii Turystyki Górskiej w Szczawnicy – placówka muzealna Polskiego Towarzystwa Turystyczno-Krajoznawczego z ekspozycją poświęconą historii turystyki górskiej w Pieninach, położona w Szczawnicy. Powstała w 1986, w budynku położonym w bezpośrednim sąsiedztwie schroniska PTTK „Orlica”.
Obecna nazwa ośrodka została nadana uchwałą Komisji Turystyki Górskiej Zarządu Głównego PTTK z 6 czerwca 2016.

## Zbiory
Zbiory muzealne zgromadzone w ośrodku obejmują następujące tematy:
- dzieje turystyki pienińskiej,
- historia Oddziałów Pienińskich PTTK w Szczawnicy i Krościenku,
- flisactwo i historia spływu przełomem Dunajca,
- powstanie Pienińskiego Parku Narodowego,
- historia Spisza.

Wśród znajdujących się tutaj obiektów można wyróżnić klucz, będący jedynym materialnym śladem po schronisku im. Sienkiewicza oraz pamiątki po pienińskim pustelniku i działaczu turystycznym Wincentym Kasprowiczu.
Ekspozycja ośrodka czynna jest codziennie. Dostęp umożliwia recepcja schroniska PTTK „Orlica”. Wstęp jest bezpłatny.

## Galeria

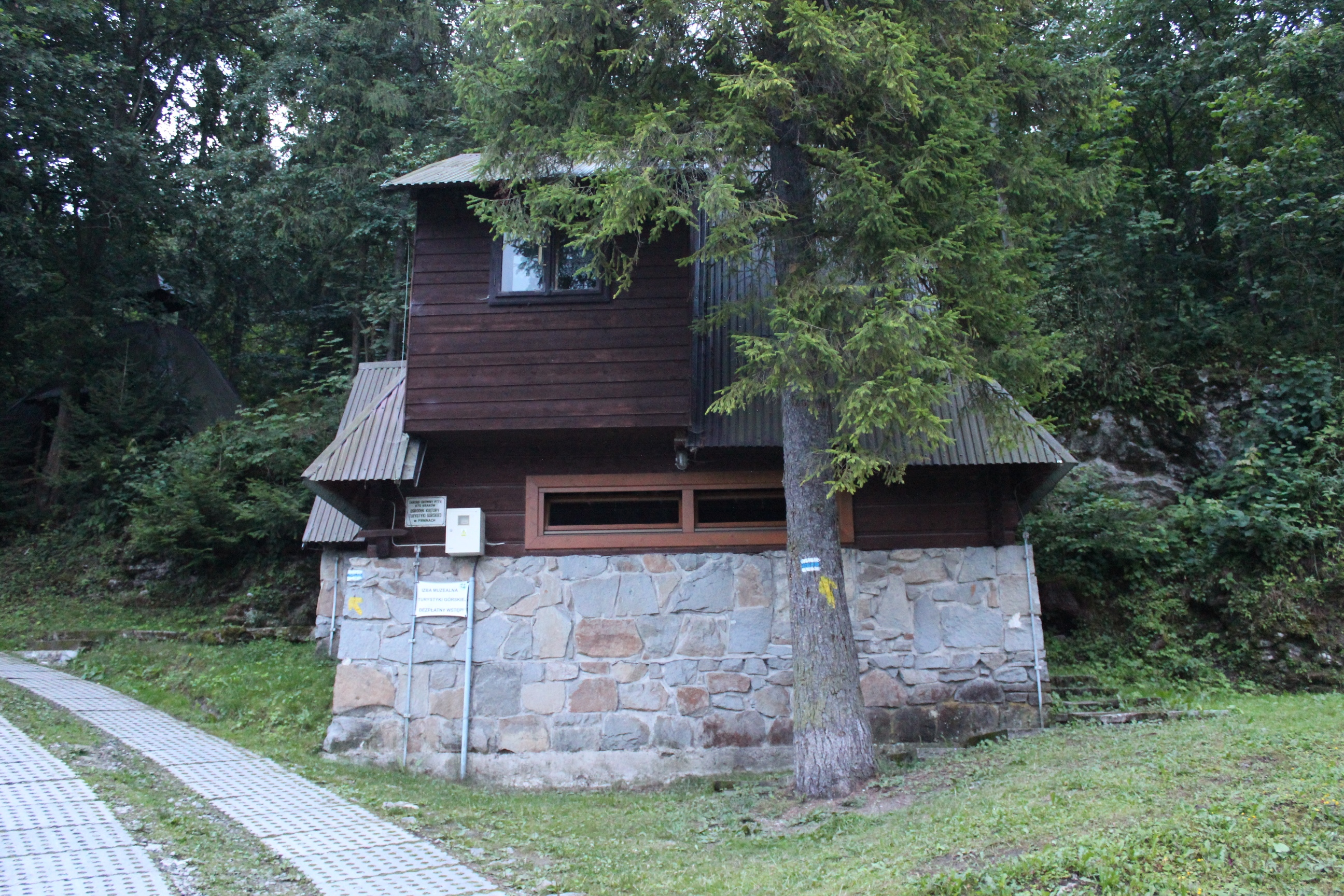
Budynek ośrodka
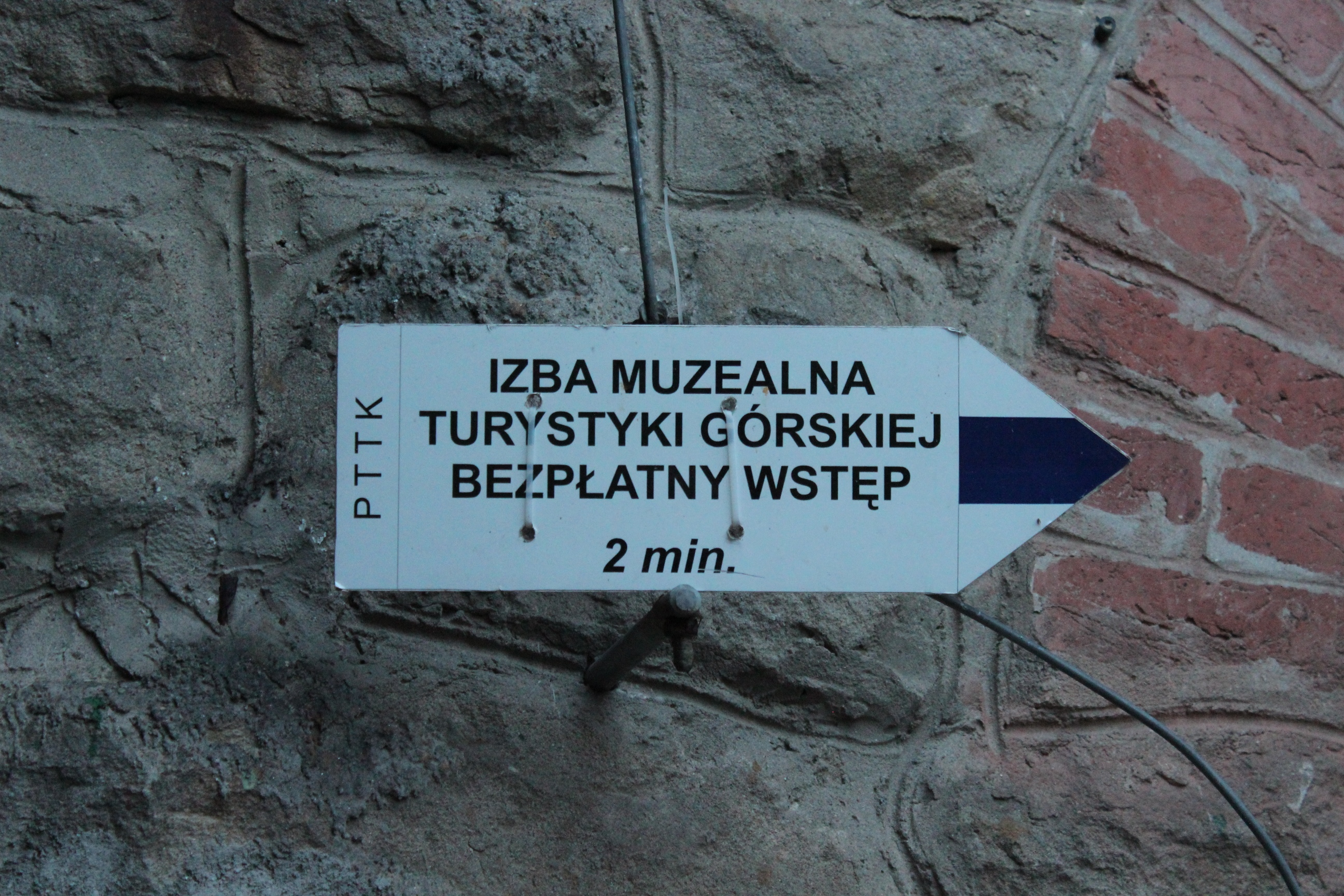
Kierunkowskaz do ośrodka
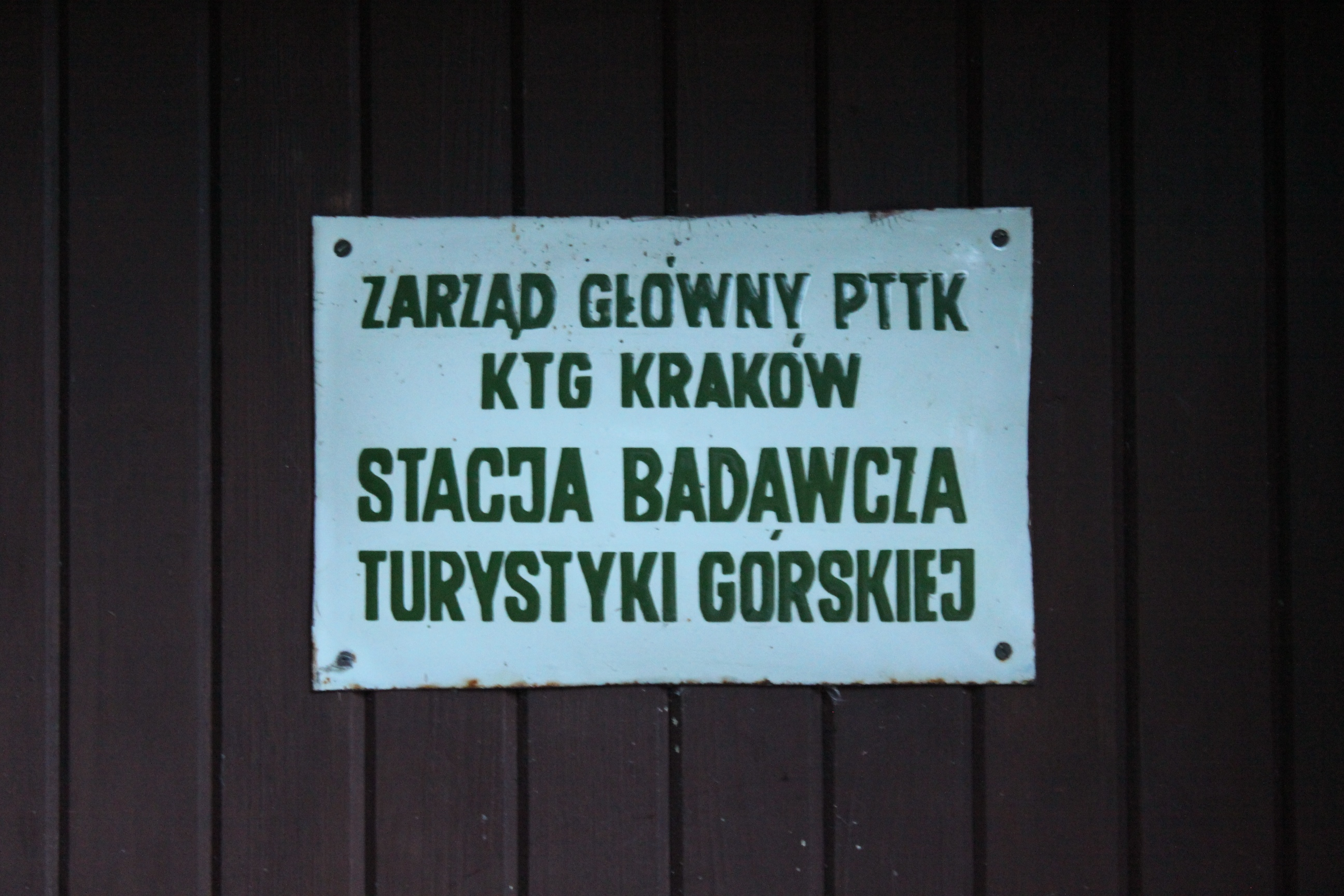
Tablica Stacji Badawczej Turystyki Górskiej
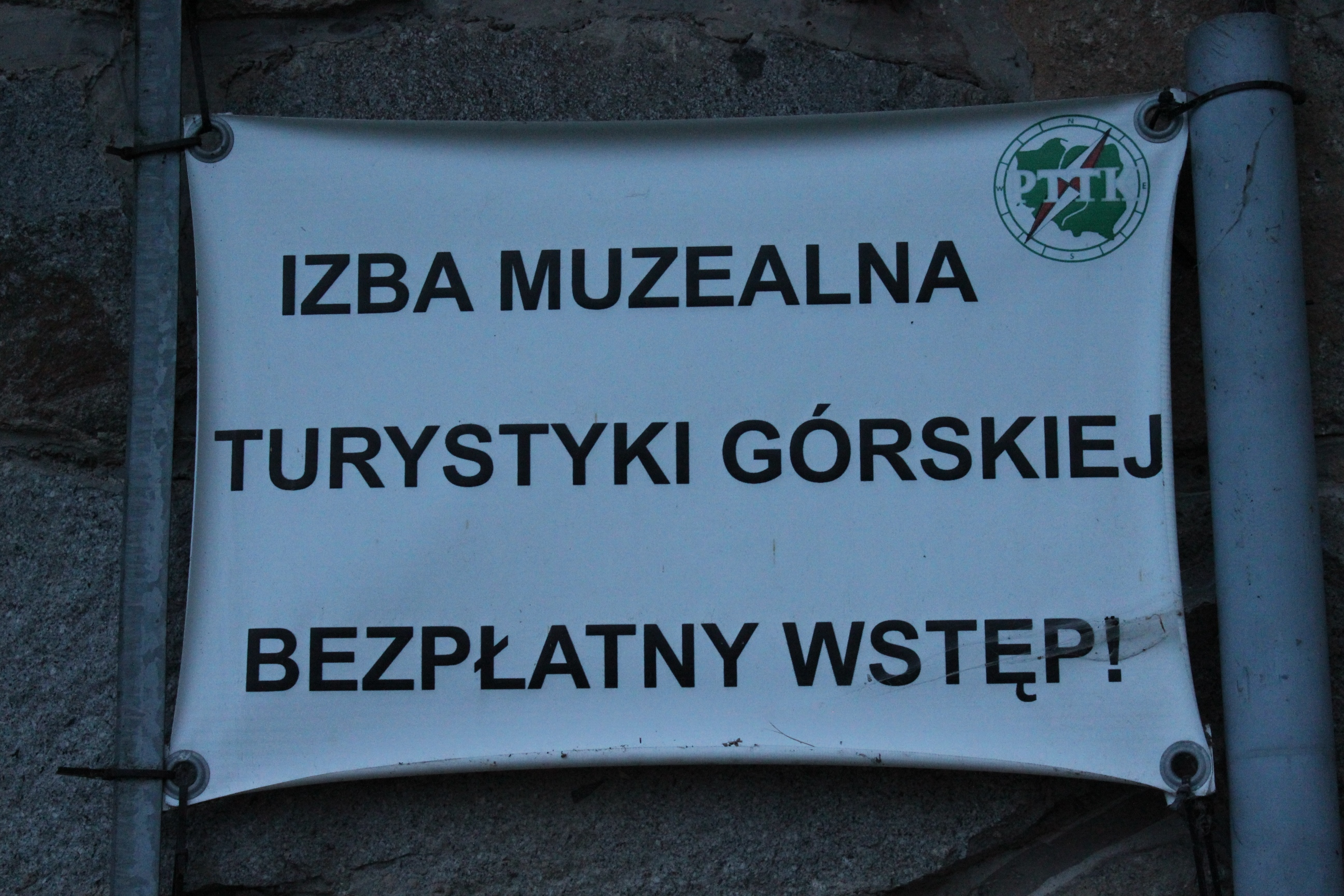
Tablica ośrodka